# Carlos Márquez (militar)
Carlos Demetrio Márquez (Buenos Aires, 8 de octubre de 1885 - Buenos Aires, 1950) fue un militar argentino, que llegó al grado de general de división y que ejerció como ministro de Guerra entre 1938 y 1940, durante la presidencia de Roberto M. Ortiz.

## Biografía
Egresó del Colegio Militar de la Nación en 1902, y de la Escuela Superior de Guerra en 1913. Fue profesor en la Escuela Militar de Aviación, jefe de la sección topografía del Instituto Geográfico Militar y oficial del Estado Mayor del Ejército entre 1922 y 1929, período durante el cual estableció vínculos con el general Agustín Pedro Justo. Fue miembro de la Comisión Técnica de Armamentos, jefe del Regimiento de Artillería Montada N° 1, inspector general de Artillería entre 1932 y 1935, y presidente de la Comisión de Adquisiciones en el Extranjero entre 1935 y 1937.
Fue ministro de Guerra entre 1938 y 1940, nombrado por el presidente Roberto M. Ortiz. Durante su gestión se aumentó significativamente el presupuesto militar y se inició una completa renovación de la estructura de mandos del Ejército Argentino, más profunda que cualquier otra realizada en más de treinta años, creando regiones militares y tres divisiones con el nombre de "ejércitos". Mejoró el sistema educativo del Ejército y mantuvo a cerca de una cuarta parte de los oficiales como alumnos de la Escuela Superior de Guerra, inaugurando el día 1 de abril de 1939 el nuevo edificio de Luis María Campos 480, cuya construcción había comenzado en 1930.
En lo político, eliminó la influencia del más activo de los militares nacionalistas, el general Juan Bautista Molina, pasándolo definitivamente a retiro, y también alejó a otro nacionalista, Nicolás Accame; no obstante, la importancia de los nacionalistas entre los oficiales medios no disminuyó, y aumentaría significativamente tras el alejamiento de Márquez.
Fue uno de los responsables del escándalo de las tierras del Palomar: ignorando varias tasaciones oficiales a $ 2.000 y 1.900 la hectárea, ordenó comprarlas por $ 1,10 el metro cuadrado ($ 11.000 la hectárea), aceptando la oferta del vendedor. El escándalo golpeó al presidente, que defendió la honestidad de su gobierno; apenas sobreseídos, los ministros acusados presentaron sus renuncias. El último en ser sobreseído fue el general Márquez, el 6 de septiembre, que inmediatamente presentó su renuncia.
Desde entonces ocupó el cargo de Cuartelmaestre General del Ejército hasta su retiro militar en 1942.
Falleció hacia el año 1950. Estaba casado con Toribia Angaut.